# Бивер-Брук
Бивер-Брук — река в Нью-Гэмпшире и Массачусетсе, США. Длина реки — 49 км, является притоком реки Мерримак, часть речного бассейна залива Мэн.
Исток реки Бивер-Брук находится в городе Честер (Нью-Гэмпшир), далее река течёт на юг к городу Дерри (Нью-Гэмпшир), проходит через озеро Харантис, пруд Адамс и озеро Бивер. Двигаясь на юг, река образует границу между Лондондерри и Виндхэм, затем протекает через Пелхэм (Нью-Гэмпшир). Ручей пересекает границу штата в городе Дрейкат (Массачусетс) и вливается в реку Мерримак в городе Лоуэлл (Массачусетс).
Большинство из прилегающих к реке территорий — мало-холмистая местность, которая чаще всего используется в пригородном землепользовании.